# Xibu
Xibu (kinesiska: 西埠) är en köping i östra Kina. Den ligger i He härad i staden Ma'anshan i provinsen Anhui,  omkring 95 kilometer öster om provinshuvudstaden Hefei. Antalet invånare är 46 110. Befolkningen består av 21 763 kvinnor och 24 347 män. Barn under 15 år utgör 17,0 %, vuxna 15-64 år 68 %, och äldre över 65 år 13,0 %.